# 真円 (中国)
真円（しんえん、正体字：眞圓、万暦7年（1579年）- 慶安元年（1648年））は、江戸時代初期に渡来した中国僧。俗名は劉覚。江西省饒州府浮梁県の出身。
女真人が建てた後金が強大となり明への圧迫が始まろうとしていた万暦48年（1620年、日本では元和6年）、商売で長崎へ渡った劉覚はそのままその地に留まり二度と故郷に帰ることはなかった。
4年後の寛永元年（1624年）に出家して長崎最初の中国僧となると、同郷の華僑たちの寄進により欧陽華宇の別宅に仏殿と媽祖堂を建立し、黄檗宗の禅寺・東明山興福寺を創建した。
寛永12年（1635年）、興福寺の住持を黙子如定に譲る。慶安元年（1648年）2月に入滅。享年70。